# Melvin (Texas)
Melvin es un pueblo ubicado en el condado de McCulloch en el estado estadounidense de Texas. En el Censo de 2010 tenía una población de 178 habitantes y una densidad poblacional de 147,17 personas por km².

## Geografía
Melvin se encuentra ubicado en las coordenadas 31°11′57″N 99°34′53″O / 31.19917, -99.58139. Según la Oficina del Censo de los Estados Unidos, Melvin tiene una superficie total de 1.21 km², de la cual 1.2 km² corresponden a tierra firme y (0.64%) 0.01 km² es agua.

## Demografía
Según el censo de 2010, había 178 personas residiendo en Melvin. La densidad de población era de 147,17 hab./km². De los 178 habitantes, Melvin estaba compuesto por el 82.02% blancos, el 0% eran afroamericanos, el 0.56% eran amerindios, el 0% eran asiáticos, el 0% eran isleños del Pacífico, el 16.85% eran de otras razas y el 0.56% pertenecían a dos o más razas. Del total de la población el 34.27% eran hispanos o latinos de cualquier raza.